# L'Atlantique (paquebot)
Pour les articles homonymes, voir Atlantique (homonymie).
L'Atlantique est un paquebot de la Compagnie de navigation Sud-Atlantique construit aux Ateliers et Chantiers de Penhoët.

## Début de carrière
L'Atlantique est mis en service en 1930 sur la ligne des Antilles et de l'Amérique du Sud. C'est alors le plus gros paquebot sur cette ligne, avec 42 512 tonneaux.
Il effectue sa première traversée fin septembre 1931, de Bordeaux à Rio de Janeiro.

## Intérieurs
Inspirée de celle introduite pour l'Île-de-France (1927), sa somptueuse décoration Art déco est l'œuvre de l'architecte décorateur Pierre Patout et du cabinet Maillard-Raguenet sous la direction du décorateur Albert Besnard. Ce dernier a fait appel aux talents, parmi d'autres, de Raymond Rivoire, Jean Dunand, Raymond Subes, Jules Leleu. Le navire présente un concept novateur : celui d'une « rue principale » longue de 140 mètres, haute de 6 et large de 5 qui ouvre sur des boutiques.

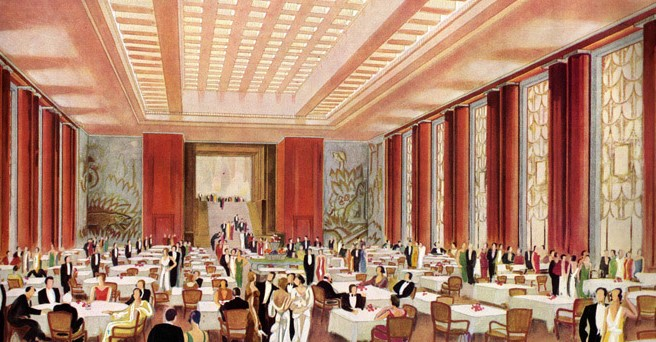
La salle de restaurant de la première classe.

## Innovation technique
L'aménagement de la « rue principale » est rendue possible par la dérivation latérale des tambours des machines et des chaufferies.
La performance de traversée aller et retour entre Bordeaux et Buenos Aires est de 30 jours, escales comprises.

## Incendie et remorquage
Le 4 janvier 1933, en route pour les chantiers du Havre où il doit subir un carénage, le navire prend feu de nuit, à l'ouest de Guernesey. Les éléments de décoration, comme les panneaux laqués ou vernis, contribuent à la propagation de l'incendie et, par le dégagement de gaz toxiques, rendent difficile son attaque. Le navire, évacué, dérive alors plusieurs heures, se dirigeant vers l'Angleterre où l'on pense qu'il va s'échouer avant que le vent ne le ramène en Manche. Des remorqueurs français, allemand et hollandais se disputent l'épave. À un moment, les remorqueurs hollandais tirent le bateau par l'avant tandis qu'un remorqueur français, Le Minotaure, le tire par l'arrière. Finalement, le commandant de l'Atlantique demande au mouilleur de mines de la marine nationale Pollux de ramener l'ordre et tous les remorqueurs tirent alors l'épave jusqu'au port de Cherbourg. Au total, 19 marins sont portés disparus. L'épave reste trois ans dans le port normand, assureurs et armateurs n'arrivant pas à se mettre d'accord sur son sort. Amarré le long du quai de France, l'Atlantique en est finalement éloigné pour le jour de l'inauguration de la nouvelle gare transatlantique le 30 juillet 1933.
Considéré en définitive comme irréparable, le navire est démoli en 1936 dans le chantier spécialisé Smith & Houston de Port Glasgow.

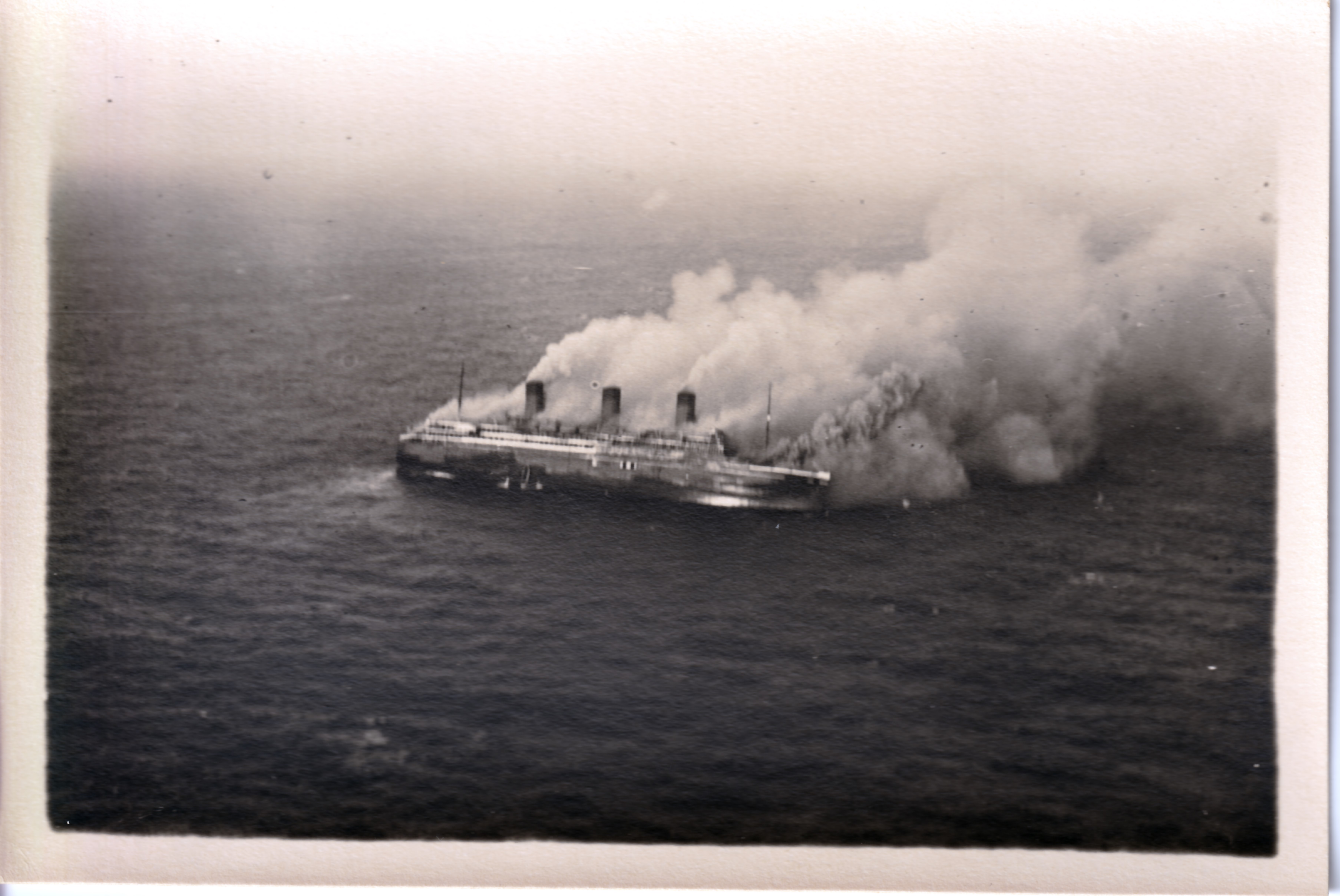

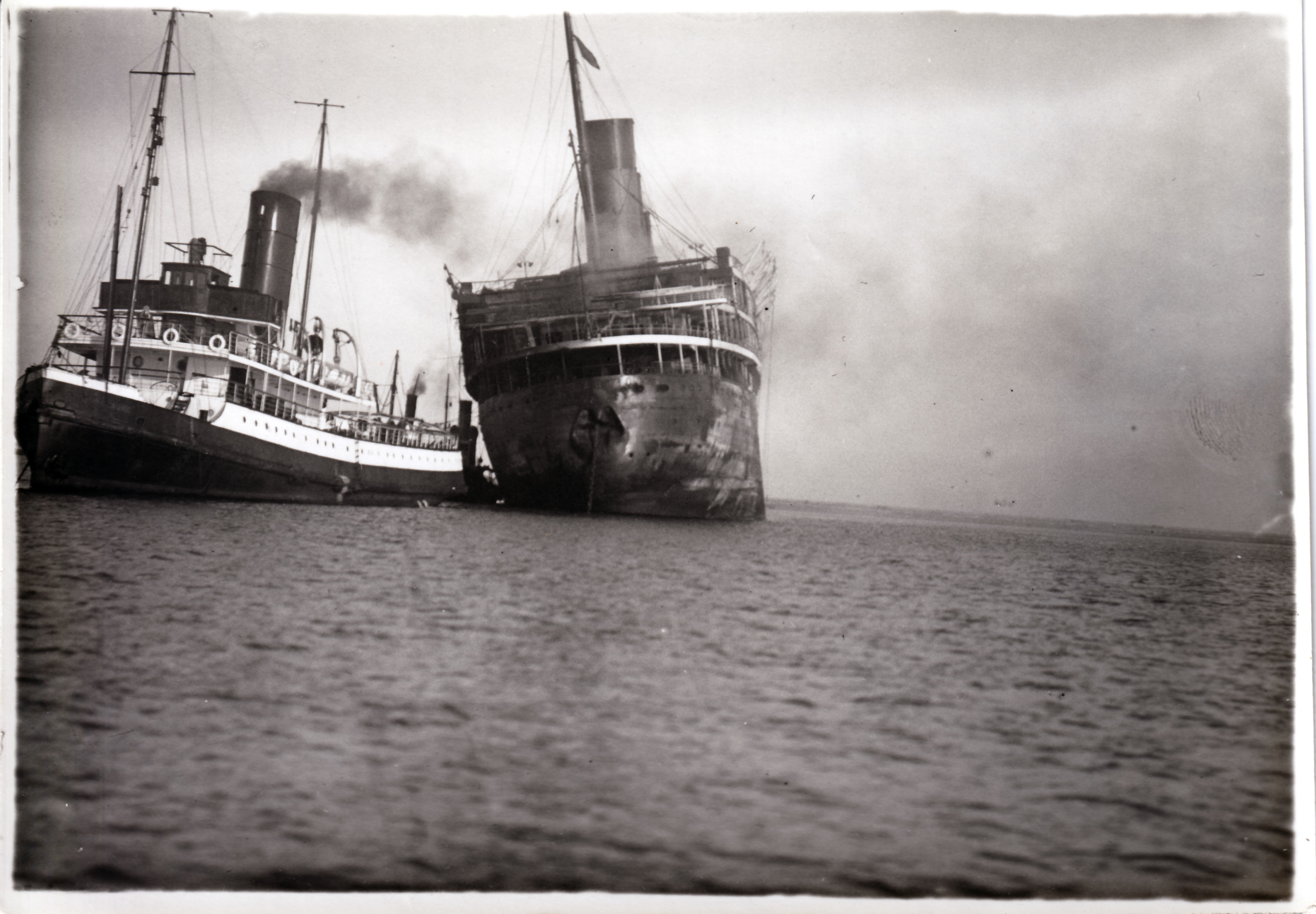

Cette catastrophe maritime a notamment des conséquences sur la construction du Normandie, qui voit sa protection contre les incendies renforcée.